# Usine d’incinération des ordures ménagères de Reims
L’usine d’incinération des ordures ménagères de Reims (UIOM) est un usine implantée Z.I.
des Essillards – Chemin du Moulin de Vrilly à Reims. Elle appartient à la Communauté Urbaine du Grand Reims et est exploitée par la société Remival (pour Rémoise de Valorisation des Déchets) du groupe Veolia, dans le cadre d’un contrat de délégation de service public.

## Historique
L’usine de traitement a été mise en service le 1er janvier 1989.
Avant la mise en service cette usine d'incinération, les ordures ménagères de Reims étaient mises en décharge sur le lieu dit "Les Prés de la Chaussée" à proximité de l'usine de traitement.
Un incendie s’est déclaré le dimanche 3 juillet 2011 à 21h00 au sein de l’’usine de traitement située avec un feu qui a débuté dans le hall-fosse.
L’usine d’incinération des ordures ménagères de Reims a de nouveau pris feu dans la nuit du 14 mai 2014.

## Caractéristiques
L’usine d’incinération est dotée de deux lignes d’incinération constituées de fours à rouleaux (dans un tel four, la rotation de rouleaux assure la progression des produits à incinérer)  d’une capacité unitaire de 6,5 tonnes de déchets par heure.
L’usine d’incinération a une capacité annuelle de traitement d’environ 80 000 T de déchets à incinérer.
La fosse de réception des déchets a une dimension de 1 000 m2 sur 20 mètres de profondeur.
Deux chaudières assurent la production d’énergie sous forme de vapeur  pour le réseau de chaleur du quartier Croix-Rouge ou pour produire de l’électricité par un turbo-alternateur. L'électricité ainsi produite est soit utilisée pour l’usine ou soit revendue sur le réseau Enédis.
Les fumées de l’usine sont traitées par un ensemble d’équipements à voie sèche.
L'unité de valorisation énergétique est quadruplement certifiée, ISO 9001 (Qualité), ISO 14001 (Environnement), OHSAS 18001 (Sécurité) et ISO 50001 (Efficacité énergétique.

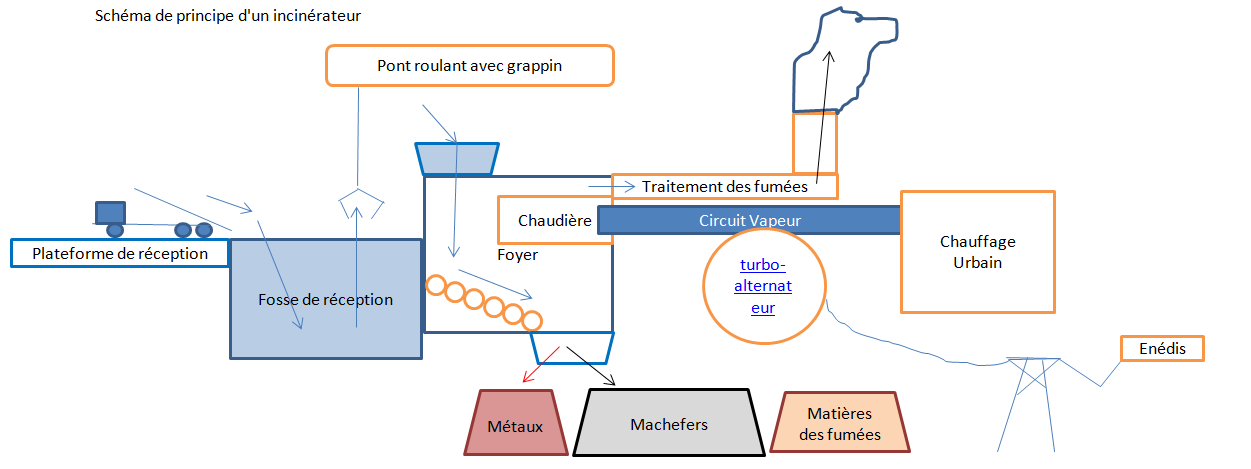
Schéma de principe d'un incinérateur.

## Production
Cette usine produit :
- par la valorisation énergétique des déchets : de la vapeur fournie à la chaufferie urbaine du quartier Croix-Rouge et utilisée pour la fabrication d’électricité destinée, d’une part  au fonctionnement du l'usine elle-même, en autoconsommation, et d’autre part revendue sur le réseau ENEDIS.
- par la production de déchets : du mâchefer traité par la Plateforme de mâchefers - Reims Métropole pour être utilisé majoritaire dans les constructions routières, des métaux ferreux réutilisés en fonderie et des résidus d'épuration des fumées d'incinération, considérés comme des déchets dangereux faisant l’objet d’un stockage spécial[6].

## Cadre légal
- L’arrêté préfectoral du 30 mai 2012 pris à la suite de l’incendie de Rémival (3 juillet 2011) oblige à une étude complémentaire sur l’analyse du risque incendie et à la mise en place d’une caméra thermique et de moyens complémentaires pour lutter contre l’incendie[7].
- La Taxe Générale sur les Activités Polluantes (TGAP) qui existait déjà sur l’enfouissement, apparaît sur l’incinération dans la loi de finances 2009. Avec cette loi de finances de 2019, la taxe sur la valorisation énergétique des déchets (l’incinération des ordures ménagères) va passer de 3 euros la tonne en 2019 à 15 euros en 2025.
- L’ « Arrêté du 20 septembre 2002 relatif aux installations d'incinération et de co-incinération de déchets non dangereux et aux installations incinérant des déchets d'activités de soins à risques infectieux » prévoit des contraintes de surveillance des émissions atmosphériques notamment dans son article 31.